# Kommodus i Marcja
Kommodus i Marcja – powieść historyczna Ewy Nowackiej wydana w 1972 roku. Akcja powieści rozgrywa się pod koniec II wieku w starożytnym Rzymie. Jej fabuła została osnuta wokół wydarzeń ze schyłku panowania ostatniego z Antoninów, Kommodusa i udziału w nich jego nałożnicy Marcji.

## Fabuła
Eklektus, Grek z Naukratis, terminujący w kancelarii prawnej swego wuja, za namową swej rodziny przybywa do Rzymu, by tam zrobić karierę. Póki co utrzymuje się z dorywczych prac i wynajmuje marne mieszkanie, kiedy pewnego dnia spotyka na ulicy piękną kobietę, która prosi go o wskazanie adresu Kaliksta. Eklektus prowadzi ją do swego mieszkania i próbuje zniewolić. Kobieta broni się skutecznie przed napaścią. Kiedy przedstawia się jako Marcja, nałożnica cesarza Kommodusa, mężczyznę ogarnia przerażenie. Marcja zapowiada, że zażąda głowy Eklektusa, po czym zmienia zdanie i postanawia go poślubić.
Marcja jest nie tylko kochanką cesarza. Potrafi go również uważnie słuchać. Dba, by chorowity mężczyzna odnosił na arenie tryumfy: w walce z gladiatorami i w wyścigach rydwanów. Nieustannie i na różne sposoby stara się też nawrócić władcę na wiarę chrześcijańską. Udaje się jej namówić Kommodusa, by zastąpił dotychczasowego nadzorcę sypialni wybranym przez nią Eklektusem. 
U Eklektusa zjawia się wysłannik Marcji, diakon Hipolit, który prowadzi go do katakumb. Eklektus w przypływie strachu rzuca się na Hipolita i próbuje mu uciec. Ostatecznie daje się zaprowadzić przed oblicze starca Zefiryna. Ulega solidności jego chrześcijańskiej argumentacji, choć niewiele sobie robi z każdej religii. Jakiś czas później obejmuje funkcję w pałacu cesarskim. Odtąd staje się głównym informatorem Marcji. U Marcji zjawia się potajemnie papież Zefiryn i przekonuje ją, że aby nawrócić cesarza na chrześcijaństwo, trzeba aby porodziła mu syna. Marcja próbuje do zajścia w ciążę użyć Eklektusa, ale ten zawodzi. Odgaduje powodujący nią przymus.
Tymczasem w mieście wybucha pożar, który obejmuje też świątynię Westy. Westalki uciekają z płonącego budynku unosząc palladium, talizman chroniący miasto. Lud poczytuje to za zły znak zesłany przez bogów. W mieście dochodzi do zamieszek. Senatorowie spodziewają się, że nadeszła chwila strącenia z tronu ostatniego z Antoninów. Ludziom cesarza udaje się jednak opanować wzburzenie tłumu. Spadają senatorskie głowy. Marcja, chcąc uwolnić cesarza od kompleksu jego znakomitego ojca, proponuje mu, by wystąpił na arenie. Nie cała publiczność akceptuje takie wcielenie władcy. Dotknięty brakiem powszechnego aplauzu cesarz popada w jeszcze większe przygnębienie.
W Marcji zachodzą tymczasem zmiany. Zakochuje się w Eklektusie i nie chce więcej być kochanką cesarza, ani narzędziem papieża Zefiryna. Marzy o ucieczce z Rzymu i rozpoczęciu życia na nowo u boku ukochanego. Cesarz wyczuwa jej obcość. Zniechęcony do występowania jako gladiator, daje posłuch egipskim opowieściom Eklektusa o bogach i przymierza się do nowej roli, orientalnego bóstwa. W tym celu postanawia zgładzić wszystkich świadków swego wcześniejszego wcielenia. Eklektus, Marcja i dziesiątki innych dworzan zostają wzięci pod straż i mają za kilka dni zostać ścięci. Marcji udaje się zwabić do siebie cesarza na miłosne spotkanie, w czasie którego częstuje go zatrutym winem. Świadkiem tego zdarzenia jest Eklektus uwolniony spod straży przez prefekta pretorium, Letusa, który ma pomóc Marcji w razie komplikacji. Kommodus zwraca truciznę. Eklektus wzywa gladiatora Narcyza, który dusi cesarza poduszką. Letus zawiadamia senat o śmierci cesarza wskutek udaru i narzuca na cesarza Pertynaksa.
Marcja poślubia przerażonego jej postępowaniem Eklektusa. Chrześcijanie odsuwają się od niej, natomiast Eklektus próbuje znaleźć dla siebie ratunek w głoszeniu Ewangelii. W okresie zmieniających się cesarzy Marcja służy swoimi kontaktami Letusowi. Marcja, Eklektus i Narcyz zostają zgładzeni przez Septymiusza Sewera w dniu ubóstwienia Kommodusa.

## Eklektus
Wybierając na jedną z głównych postaci powieści Eklektusa, autorka wprowadziła element, z którym dotychczasowi powieściopisarze nie umieli sobie poradzić, element uniwersalności państwa rzymskiego. Wcześniejsze powieści, w tym również Quo vadis, były bowiem raczej powieściami o mieście Rzymie, niż o cesarstwie rzymskim. Eklektus pochodzi z dalekiej prowincji, z Egiptu. Jest Grekiem, który chce zrobić karierę państwową. Włada państwowym językiem – łaciną. I ma świadomość, że Rzym to nie tylko miasto (Urbs), ale i świat (Orbis).
Nowacka dokonała w tej postaci kilku zmian w stosunku do historycznego pierwowzoru. Według zbioru zatytułowanego Historycy cesarstwa rzymskiego po śmierci swego brata i współcesarza, Werusa, cesarz Marek Aureliusz wygnał wszystkich jego faworytów, z wyjątkiem Eklektusa. Werus zmarł w 169 roku, na ponad dwadzieścia lat przed śmiercią  Kommodusa w noc sylwestrową 192 roku. Powieściowy Eklektus jest młodzieńcem i przybywa do Rzymu z Egiptu na kilka miesięcy, najwyżej rok, przed śmiercią Kommodusa. Autorka wyjaśniła, że postanowiła się odciąć od przekazu Historyków, ponieważ potrzebowała Eklektusa młodego i nie związanego z dworem cesarskim.

## Sprawa śmierci głównych bohaterów
Wedle informacji zawartej u Historyków następca Kommodusa, Pertynaks zginął z ręki żołnierza tungryjskiego, Tauzjusza. Wraz z nim poległ, wierny mu do ostatka Eklektus. Następca Pertynaksa, Julian Didiusz, skazał na śmierć Marcję. Nowacka nie przyjmuje do wiadomości informacji o bohaterskiej wierności Eklektusa. We wcześniejszej powieści Heliogabal syn Mezy przyjmuje wprawdzie, że Pertynaks został zamordowany przez Tauzjusza, nie chce jednak uznać, że Eklektus mógł zginąć wraz z Pertynaksem. W Heliogabalu Eklektus zostaje zgładzony wraz z Marcją przez Didiusza. W kolejnej powieści autorka dochodzi jednak do wniosku, że skoro Letus z Eklektusem pomogli Didiuszowi objąć tron, ten nie miał najmniejszego powodu zabijać Eklektusa i Marcji. Mógł to zrobić dopiero Septymiusz Sewer, próbujący umocnić swą władzę przez nawiązanie do Kommodusa.